# Panticosa
Panticosa (aragónul Pandigosa) település Spanyolországban, Huesca tartományban. Panticosa Torla-Ordesa, Yésero, Biescas, Hoz de Jaca, Sallent de Gállego és Cauterets községekkel határos. Lakosainak száma 909 fő (2024).

## Népesség
A település népessége az utóbbi években az alábbiak szerint változott:
| Lakosok száma | 728  | 718  | 740  | 832  | 820  | 757  | 774  | 784  | 849  | 909  |
|               | 2001 | 2004 | 2006 | 2009 | 2011 | 2014 | 2016 | 2019 | 2021 | 2024 |